# Berkenlichtmot
De berkenlichtmot (Ortholepis betulae) (vroeger Metriostola betulae) is een nachtvlinder uit de familie Pyralidae, de snuitmotten. De spanwijdte van de vlinder bedraagt tussen de 24 en 27 millimeter.

## Waardplanten
De berkenlichtmot heeft berk als waardplant.

## Voorkomen in Nederland en België
De berkenlichtmot is in Nederland en in België een vrij gewone soort. De soort kent één generatie die vliegt van mei tot in augustus.